# Bilal Coulibaly
Bilal Coulibaly (ur. 26 lipca 2004 w Saint-Cloud) – francuski koszykarz, występujący na pozycji niskiego skrzydłowego, obecnie zawodnik Washington Wizards.
W 2023 reprezentował Washington Wizards podczas rozgrywek letniej ligi NBA w Las Vegas.

## Osiągnięcia
Stan na 18 lutego 2024, na podstawie, o ile nie zaznaczono inaczej.

### NBA
- Uczestnik turnieju Panini Rising Stars (2024 – Team Pau)[3]

### Drużynowe
- Wicemistrz Francji (2023)

### Reprezentacja
- Uczestnik mistrzostw Europy U–18 (2022 – 5. miejsce)[4]